# 허승민 (야구인)
허승민(許勝玟, 1986년 2월 28일 ~ )은 전 KBO 리그 삼성 라이온즈의 외야수이다.
주로 테이블 세터로 2008년에 데뷔하여 출전했으나, 타격이 약해 빛을 보지 못했다. 2009년에는 입단 동기인 이영욱에게 밀려 2군에 대부분 머물렀으며, 2010년 이후 군 복무를 한 후에도 1군에 오르지 못하고 2015년에 허리 부상으로 임의 탈퇴 공시됐다.

## 출신학교
- 광주수창초등학교
- 광주충장중학교
- 광주동성고등학교
- 건국대학교

## 참조
1. ↑  한국야구위원회, 2012 가이드북